# Antxon Alonso Susperregi
Antxon Alonso Susperregi, Mogollón (Oyarzun, Guipúzcoa, 15 de enero de 1958 - Torres del Paine, Chile; 19 de febrero de 1998) fue un escalador guipuzcoano que escaló los picos más significativos del mundo. Fue supervisor y docente de la Escuela de Alta Montaña de la Federación de Gipuzkoa, así como miembro del comité de la modalidad de Escalada Deportiva, hasta que falleció en 1998 a consecuencia de un accidente en la sierra de Torres del Paine, en Chile.

## Primeros años
Alonso nació en el caserío Bordaxar del barrio de Elizalde de Oyarzun, siendo el séptimo de ocho hermanos. Su madre, Asunción Susperregi Uranga, era de Oiartzun y su padre, Félix Francisco Alonso Ladrero, era originario de Cereceda, localidad situado en el municipio burgalés de Oña pero se trasladó a Orereta junto con su familia cuando tenía cuatro años de edad.

## Inicios en el ciclismo

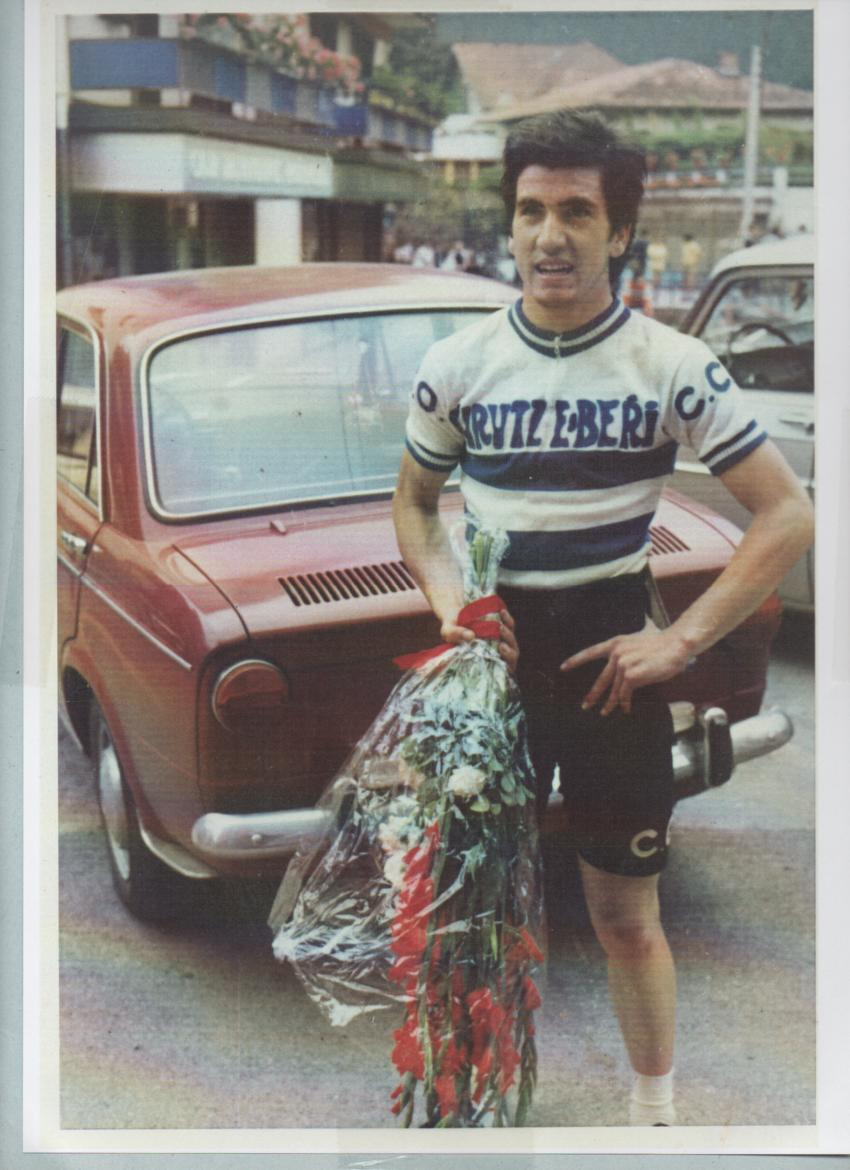
Antxon con un ramo de flores después de ganar una carrera

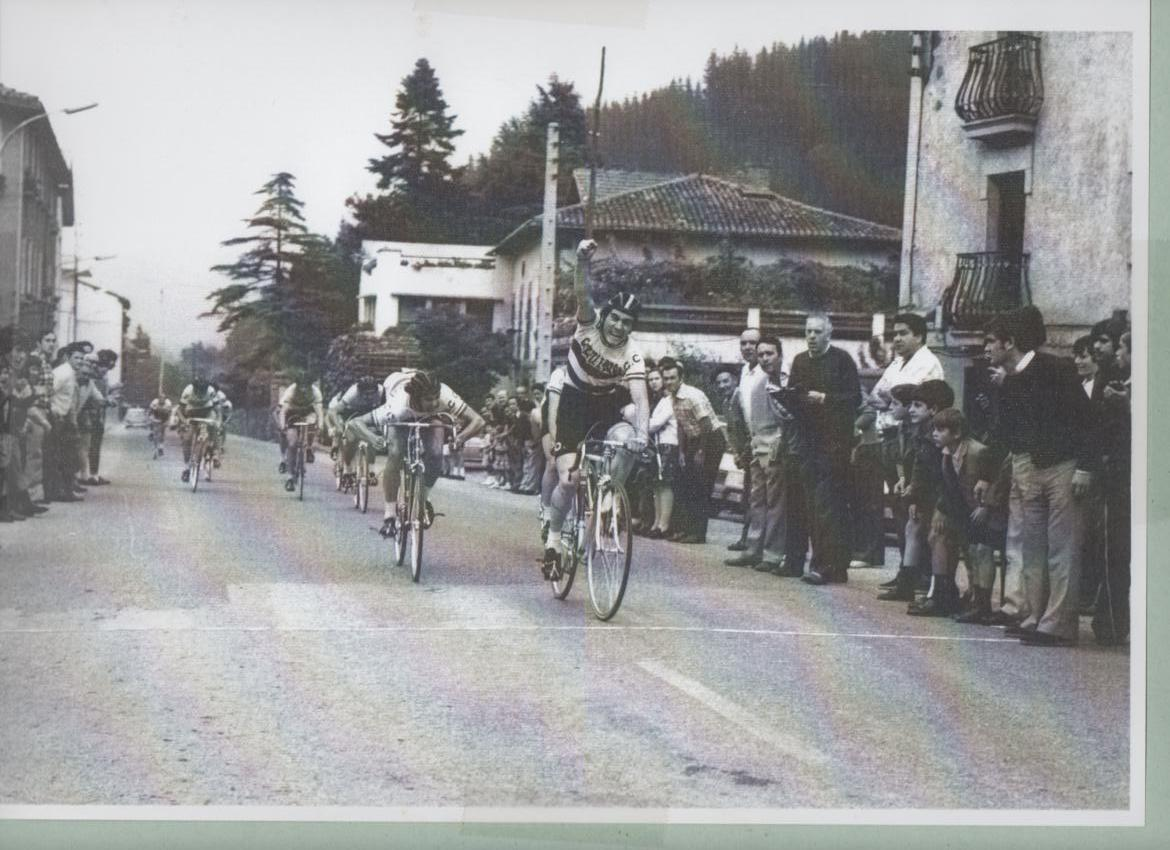
Antxon ganando una carrera en Guipúzcoa.

Antxon sintió pasión por el deporte desde muy pequeño, y se inició en el ciclismo a los catorce años, en el equipo Peña Lasa. En aquella época participó en las carreras que se organizaban en numerosos pueblos de Guipúzcoa. Lo acompañaron los siguientes ciclistas oiartzuarras: Bixente Iza, Javier Beloki y Pako Mitxelena (nacidos en el barrio de Karrika) así como Alberto Agirre de Orereta, su íntimo amigo.
No era mal corredor, prueba de ello fue el Campeonato Juvenil de Guipúzcoa (conocido como Memorial Rufino Gorrotxategi) que ganó con sólo 16 años. Un diario de la época denominado Hoja del lunes le dedicó la siguiente crónica el 7 de octubre de 1974:

"Antonio Alonso vencedor en el Torneo Promesas. También finalizó ayer, día 6 de octubre el Torneo Promesas-Memorial Rufino Gorrotxategi para juveniles B. La clasificación final del Torneo Promesas ha quedado así: Antonio Alonso, 132 puntos; Javier Beloki, 149 puntos; Raúl Merino, 202 puntos; A. Etxeberria, 282 puntos... Tras este campeonato han sido seleccionados para disputar el Campeonato de España que se celebrará en Manresa los días 12 y 13 de octubre Antonio Alonso, Javier Beloki, Raúl Merino, Pedro Mayora y J. J. Quintanilla".

## Pasión por la montaña

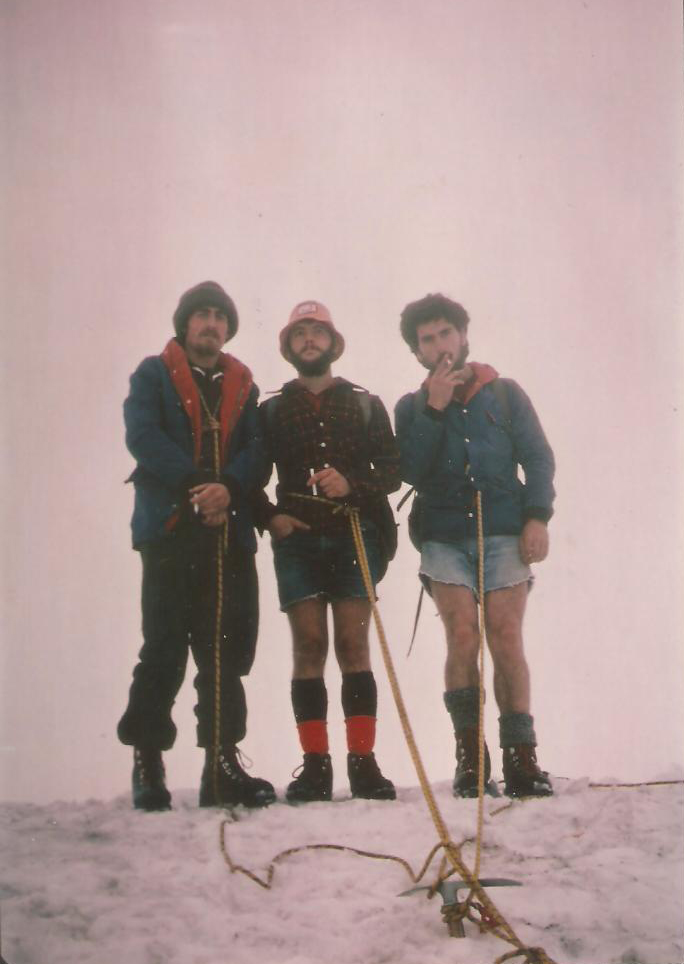
Alberto Alonso, Patxi Hoyos y Antxon Alonso en el Monte Perdido, agosto de 1977.

Cuando tenía diecisiete años dejó la bicicleta y se apasionó por la montaña. Inmediatamente se inició en el mundo de la escalada. En 1976, dio sus primeros pasos en las escuelas de escalada de Santa Bárbara (Hernani) y Egino (Álava). Pronto se dirigió a los Pirineos, a los Picos de Europa, a los Alpes y al Parque Nacional de Yosemite de Estados Unidos.

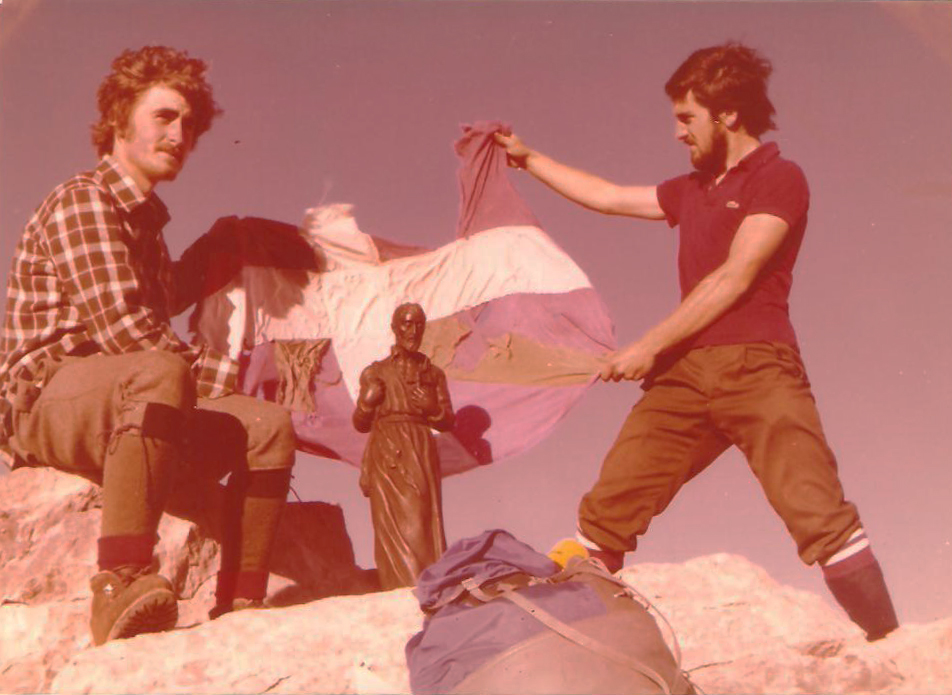
Alberto Aguirre y Antxon Alonso, en la Mesa de los tres Reyes, en 1977.

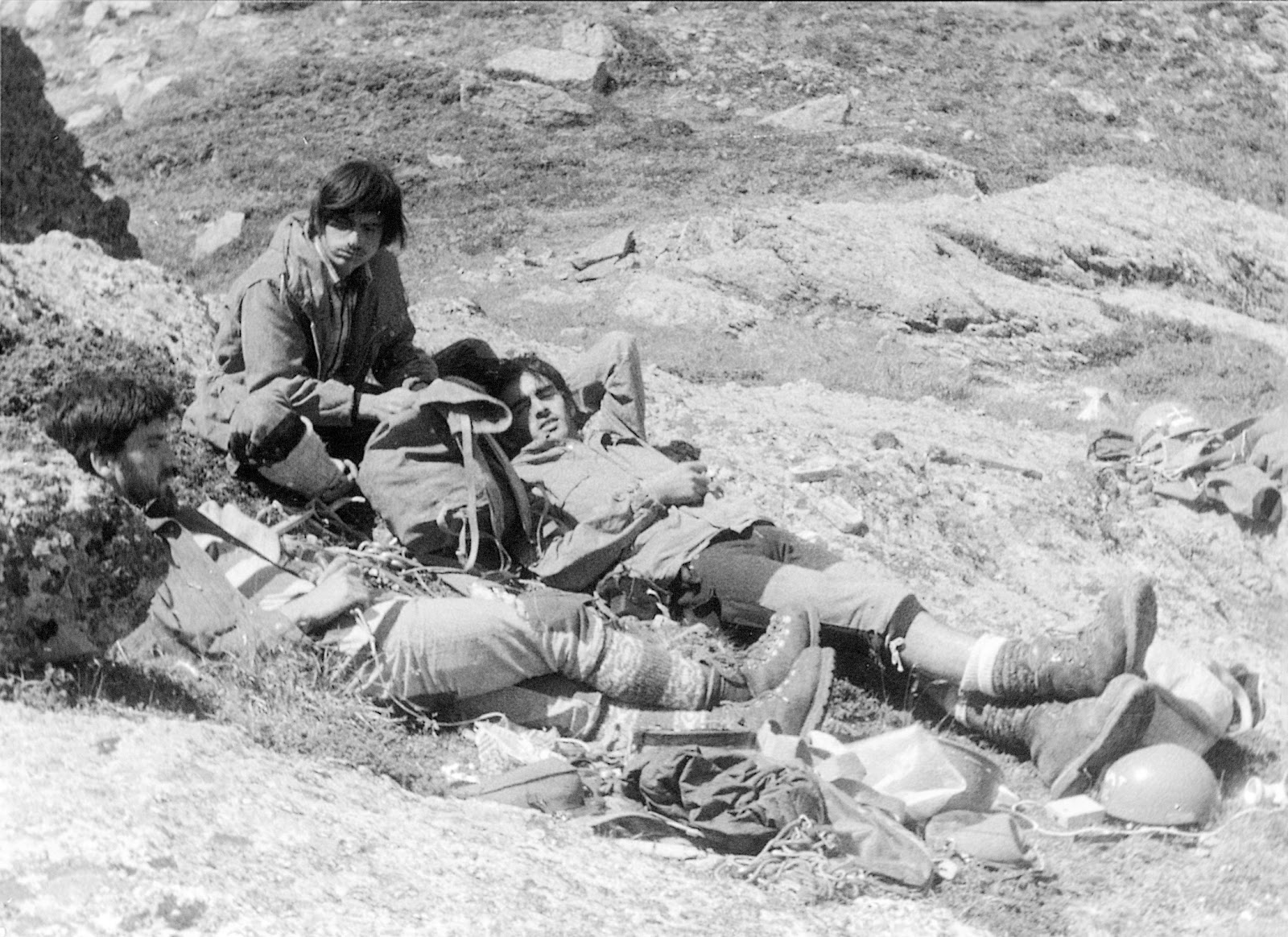
Antxon Alonso con Pirulo, en Midi D'Ossau

En el ambiente de montaña tenía el sobrenombre de Antxon Mogollon y se puede decir que fue uno de los mejores escaladores de Euskal Herria.  Abrió vías de gran dificultad, además de completar muchas previamente abiertas. En el Pirineo completó las vías Couloir de Gaube, Rabadá-Navarro en Vignemal y la conocida Gallinero en  Ordesa. También escaló la pared del Fire en Riglos (Huesca). Aquí sufrió una fractura de cráneo y quedó gravemente herido durante una larga temporada. En el Pico Urriellu de Bulnes en la sierra de los Picos de Europa (Cantabria ) también firmó la apertura de varios caminos. Allí, en 1989, abrió una vía denominada Zunbeltz en la famosa cara occidental, junto con los escaladores Juan Antonio Olarra y Aitor Fernández. Este fue también el primer camino vasco en esa legendaria muralla.  En los Alpes, su acción más famosa fue la ruta directa de los americanos a la aguja Petit Dru en Chamonix y en el parque Yosemite en Estados Unidos, junto a Andrés Prego de Pasaia, fue el primer vasco en escalar las montañas Capitán y Half Dome, sueño de todo escalador. 

## Logros

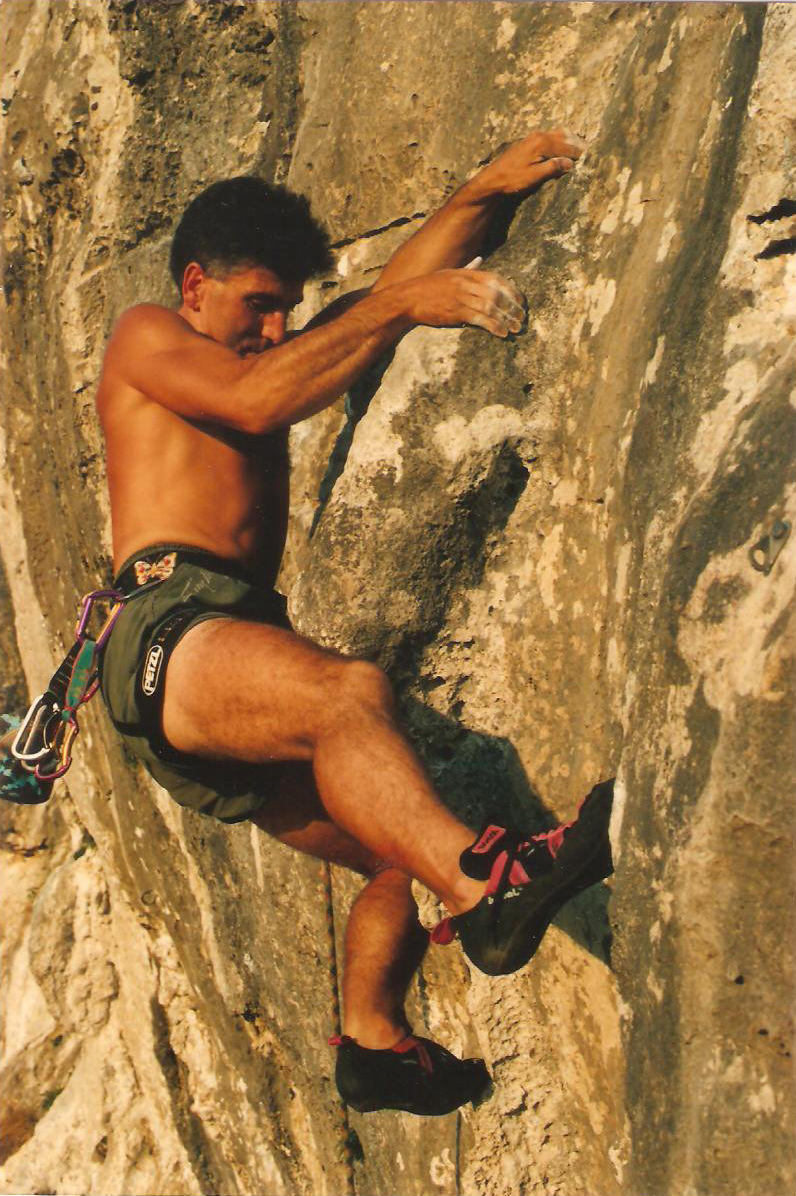
Antxon escalando

Antxon fue profesor de la Federación Vasca de Montañismo desde 1983. Fue profesor de iniciación en montaña, especialidades de escalada y alpinismo e impartió numerosos cursos.
Alonso tenía por costumbre informar sobre sus logros como escalador y alpinista y lo hacía en la propia Federación. He aquí dicha relación. 
| Cordillera                 | Monte                  | Nombre del camino                        | Observaciones                           | Territorio          |
| -------------------------- | ---------------------- | ---------------------------------------- | --------------------------------------- | ------------------- |
| Aurre Pirinioak            | Riglos-Mallo Pisón     | Pany-Haus                                |                                         | Aragoi              |
|                            |                        | Carnavalada                              |                                         |                     |
|                            |                        | Alberto Rabadá                           |                                         |                     |
|                            |                        | Espolón Alamelo                          |                                         |                     |
|                            |                        | Normal Puro                              |                                         |                     |
|                            |                        | Murciana                                 |                                         |                     |
|                            |                        | Mi padre tiene sed                       |                                         |                     |
|                            |                        | Serón Millán                             |                                         |                     |
|                            |                        | Tan Tan Go                               |                                         |                     |
|                            |                        | Zumo Zitronio                            |                                         |                     |
|                            |                        | Anís del mono                            |                                         |                     |
|                            |                        | Doctor Infierno                          |                                         |                     |
|                            |                        | Caca de Lux                              |                                         |                     |
|                            |                        | La caída de los Dioses                   |                                         |                     |
|                            |                        | Normal del Puro con Serón Millán         |                                         |                     |
|                            | Riglos Mallo Visera    | Zulú de mente                            |                                         | Aragoi              |
|                            |                        | China Town                               |                                         |                     |
|                            |                        | Fiesta del biceps                        |                                         |                     |
|                            |                        | Mosquitos                                |                                         |                     |
|                            | Riglos Mallo Cuchillo  | Todo tiene fin                           |                                         | Aragoi              |
|                            | Riglos Mallo Fire      | Galletas                                 |                                         | Aragoi              |
|                            |                        | Gallego Carrillo                         |                                         |                     |
|                            |                        | Rabadá Navarro                           |                                         |                     |
|                            | Espolón de Burgi       | Gárate                                   |                                         | Katalunia           |
|                            | Montrebey              | Engendro                                 |                                         | Katalunia           |
|                            |                        | Torrades amb all                         |                                         |                     |
|                            | Vilanova               | Tierra de nadie                          |                                         | Katalunia           |
|                            | Els Terradets          | Cade                                     |                                         | Katalunia           |
|                            |                        | Villaverde                               | Quinta ascension en, 1980               |                     |
|                            |                        | Vidal Farreny                            |                                         |                     |
|                            |                        | Titus Magic                              |                                         |                     |
|                            |                        | Aqualum                                  |                                         |                     |
|                            |                        | Merchely                                 |                                         |                     |
|                            |                        | Tim                                      |                                         |                     |
|                            |                        | Murciana                                 |                                         |                     |
|                            |                        | Mescalina                                |                                         |                     |
|                            |                        | Demasiado lejos para ir andando          |                                         |                     |
|                            |                        | Jardín de los Dioses                     |                                         |                     |
|                            |                        | Smoking                                  |                                         |                     |
|                            |                        | Reina Puig                               |                                         |                     |
|                            | Terradets-Roca Regina  | Gali Molero                              |                                         | Katalunia           |
|                            |                        | Barrufets                                |                                         |                     |
|                            |                        | Olimpia                                  |                                         |                     |
|                            |                        | Arista E. Ribes-Vidal                    |                                         |                     |
|                            |                        | Post Mortem                              |                                         |                     |
| Pirinioak                  | Ezkaurre               | Julia tximinia                           |                                         | Aragoi              |
|                            | Peña Telera            | Corredor Batade                          |                                         | Aragoi              |
|                            |                        | Espolón Navarros                         |                                         |                     |
|                            |                        | Diedro Central                           |                                         |                     |
|                            |                        | Corredor Z.                              |                                         |                     |
|                            |                        | Corredor Collado                         |                                         |                     |
|                            |                        | Gran Diagonal                            |                                         |                     |
|                            |                        | Elena korridoria                         |                                         |                     |
|                            |                        | Maribel korridoria                       |                                         |                     |
|                            | Don Telera             | Camino normal                            |                                         | Aragoi              |
|                            | Perdido mendia         | Camino normal                            |                                         | Aragoi              |
|                            | Pico 3028              | Camino a Despiau                         |                                         | Okzitania           |
|                            | Pene Sarriere          | Cara Oeste                               |                                         | Okzitania           |
|                            | Orhi mendia            | Camino normal                            |                                         | Euskal Herria       |
|                            | Pic D´Anie             | Camino normal                            |                                         |                     |
|                            | Petretxema             | Camino normal                            |                                         | Aragoi              |
|                            | Hiru Errege Mahaia     | Camino normal                            |                                         | Euskal Herria       |
|                            | Pico Cristales         | Corredor del Oeste                       |                                         |                     |
|                            | Petit Vignemale        | Camino normal                            |                                         | Okzitania           |
|                            | Bisaurin               | Camino normal                            |                                         | Aragoi              |
|                            | Balaitus               | Camino normal                            |                                         | Aragoi              |
|                            | Taillon                | Cara Norte                               | En solitario esquiando en 1990          |                     |
|                            | Aspe                   | Arista de Murciélagos                    |                                         |                     |
|                            | Candanchú              | Tubo Zapatilla                           | Bajada esquiando.                       |                     |
|                            | Cresta de los Diablos  | Corredor Cristales                       |                                         |                     |
|                            |                        | Crestas                                  |                                         |                     |
|                            | Costerillouko ertza    | Ertza                                    |                                         |                     |
|                            | Vignemale              | Arista de Gaube                          |                                         | Okzitania           |
|                            |                        | Clot de la Hount                         |                                         |                     |
|                            |                        | Couloir de Gaube                         |                                         |                     |
|                            |                        | Espolón Bellefont                        |                                         |                     |
|                            | Ansabére-Espígolo      | Espígolo                                 |                                         |                     |
|                            |                        | Montaner Vicente                         |                                         |                     |
|                            |                        | Salida directa                           |                                         |                     |
|                            |                        | Rabieriro                                |                                         |                     |
|                            | Ansabére-Aguja grande  | Bellefont                                |                                         |                     |
|                            |                        | Rabier                                   |                                         |                     |
|                            | Ansabére               | Sorgintzulo                              |                                         |                     |
|                            | Midi D´Ossau           | Jean Santé                               |                                         |                     |
|                            |                        | Arantxa                                  |                                         |                     |
|                            |                        | Pilar del Sur                            |                                         |                     |
|                            |                        | Rabier                                   |                                         |                     |
|                            |                        | Joli                                     |                                         |                     |
|                            |                        | Mayi                                     |                                         |                     |
|                            |                        | Espolón Bellefont                        |                                         |                     |
|                            |                        | Espolón Norte Integral                   | En solitario en 1996                    |                     |
|                            |                        | Francis Tomas                            |                                         |                     |
|                            |                        | Flip Matinal                             |                                         |                     |
|                            |                        | Directísima Sur eta Mendebaldeko pilarra |                                         |                     |
|                            | Gavarnie               | Banana Split                             |                                         |                     |
|                            |                        | Fluido                                   |                                         |                     |
|                            | Sarradets              | Cara Sur                                 |                                         |                     |
|                            | Izas                   | L´eau, eau                               |                                         |                     |
|                            | Oladubiko Arroila      |                                          | Descenso del cañón con agua             | Euskal Herria       |
|                            | Ordesa- Tozal de Mallo | Franco Española                          |                                         | Aragoi              |
|                            |                        | Las brujas                               |                                         |                     |
|                            |                        | Rabier                                   |                                         |                     |
|                            |                        | Anglada Civis                            |                                         |                     |
|                            | Ordesa-Gallinero       | Rabadá-Navarro                           |                                         |                     |
|                            |                        | Anglada Cerdá                            |                                         |                     |
|                            |                        | Espolón de la Primavera                  |                                         |                     |
|                            |                        | Zaratrusta                               |                                         |                     |
|                            |                        | Francis Tomas                            | Primera ascensión en solitario en 1982. |                     |
|                            |                        | Edelweis                                 |                                         |                     |
|                            |                        | Heroína                                  |                                         |                     |
|                            |                        | Géminis                                  |                                         |                     |
|                            |                        | Luis Cabrero                             |                                         |                     |
|                            |                        | Diedro Trituradoras                      |                                         |                     |
|                            |                        | Sol Negro                                |                                         |                     |
|                            |                        | Hil da Jainkoa y Hueskalerria            | Primera ascensión en 1997               |                     |
|                            | Ordesa-Fraukata        | Mandrágora                               |                                         |                     |
|                            |                        | Divina Comedia                           | Segunda repetición en 1983              |                     |
|                            |                        | Barrabás                                 |                                         |                     |
| Peñón de Ifach (Calpe)     | Peñón de Ifach         | Nautilus                                 | Segunda repetición integral en 1983     | Valentzia Erkidegoa |
|                            |                        | Anglada-Gallego                          |                                         |                     |
|                            |                        | Diedro Ubsa                              |                                         |                     |
|                            |                        | Directa Rusa                             | Primera repetición integral             |                     |
|                            |                        | Gómez                                    |                                         |                     |
| Picos de Europa mendikatea | Urriellu               | Murciana                                 |                                         | Asturias            |
|                            |                        | Rabadá Navarro                           |                                         |                     |
|                            |                        | Clásica sur                              |                                         |                     |
|                            |                        | Zunbeltz                                 | Primera ascensión en 1989               |                     |
|                            |                        | Directísima                              |                                         |                     |
|                            |                        | Sagitario                                |                                         |                     |
|                            |                        | Mediterráneo                             |                                         |                     |
|                            |                        | Cara Sur                                 |                                         |                     |
|                            |                        | Leiva                                    |                                         |                     |
|                            |                        | Cepeda                                   |                                         |                     |
|                            |                        | Amistad con el Diablo                    |                                         |                     |
|                            |                        | Vuelo del Dragón                         |                                         |                     |
|                            |                        | El cainejo eta Almirante                 |                                         |                     |
|                            | Peña Vieja             | Espolón Franceses                        |                                         |                     |
|                            | Horcados Rojos         | Régil                                    |                                         |                     |
|                            | Aguja Ostaiko Etxea    | Del Diedro                               |                                         |                     |
|                            | Careseko ibilaldia     |                                          | A pie                                   |                     |
| Alpeak                     | Cervino                | Vía Hörnli                               |                                         | Suitza              |
|                            | Espolón Frendo         | Frendo                                   |                                         | Rodano-Alpeak       |
|                            | Petit Dru              | Zeharkaldia                              |                                         |                     |
|                            | Mont Blanc Tacul       | Goulotte Chéré                           |                                         |                     |
|                            | Directa Americana      | Robinson bidea                           |                                         |                     |
|                            | Mont Blanc             | Espolón Brenva                           | Vías de 40 a 200 m entre 6A y 7A.       |                     |
| Yosemite                   | Capitán                | The Nose                                 | Primera ascensión vasca en 1983         | AEB                 |
|                            |                        | East Buttress                            | Primera ascensión vasca en 1983         |                     |
| Atlas                      | Toubkal                | Bide arrunta                             |                                         | Maroko              |
|                            | Meseta Tazashart       | Couloir Neige                            |                                         |                     |
|                            | Afeiha Anduacrin       | Camino normal                            |                                         |                     |
|                            | Dedo de Tadak          | Camino normal                            |                                         |                     |
|                            |                        | Diedro bidea                             |                                         |                     |
|                            | Vinguenouse            | Camino normal                            |                                         |                     |
|                            | Tiskin                 | Camino normal                            |                                         |                     |
|                            |                        | Diversas vías de escalada                |                                         | Aljeria             |
| Paineko Dorreak            | Erdiko Dorrea          | Antxon y Gaizka                          |                                         | Txile               |
|                            | Punta Guillermina      |                                          |                                         | Argentina           |

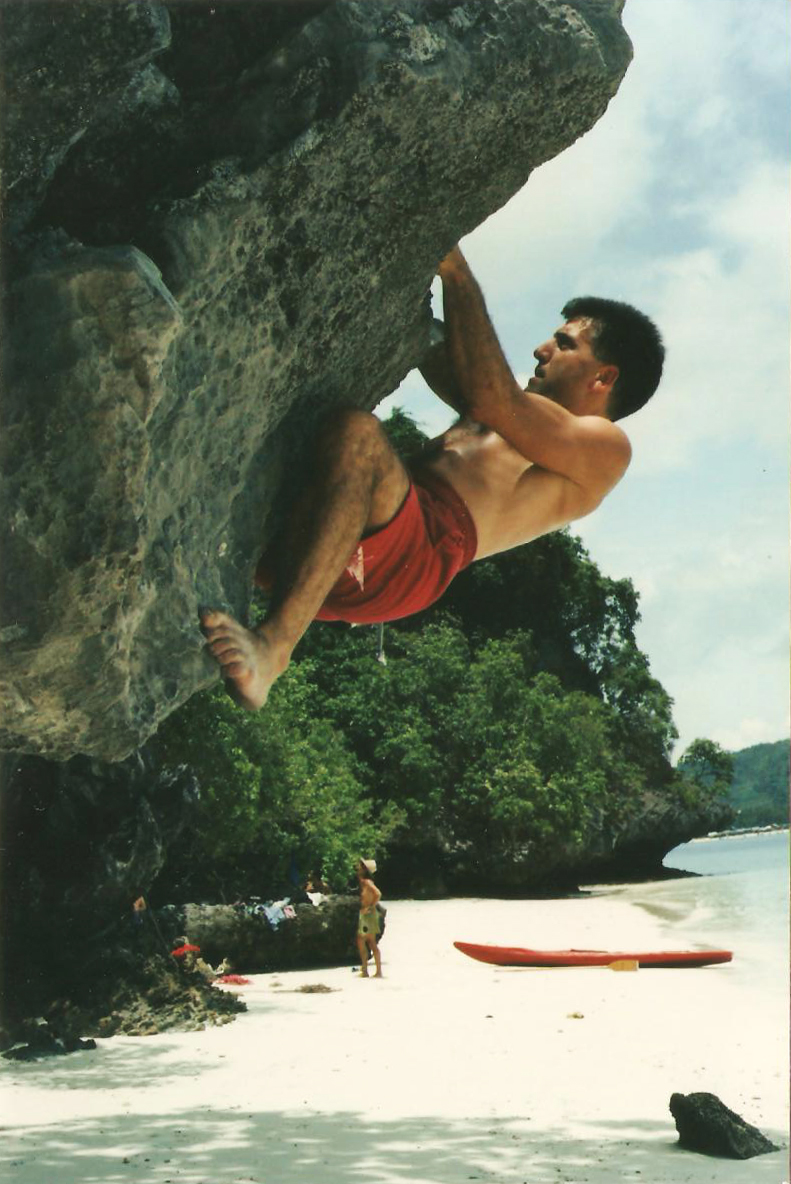
Antxon, escalando a la orilla del mar.

Antxon Alonso también subió en estas otras zonas: Las Dos Hermanas; El Espolón de Ciordia; Txindoki; Santa Bárbara; Torcido; Egino; Cabo Ogoño; Etxauri; Las Piedras de Utsui; Peñas de Aia; Arkale; Igueldo; Zazpituri; Balerdi,...

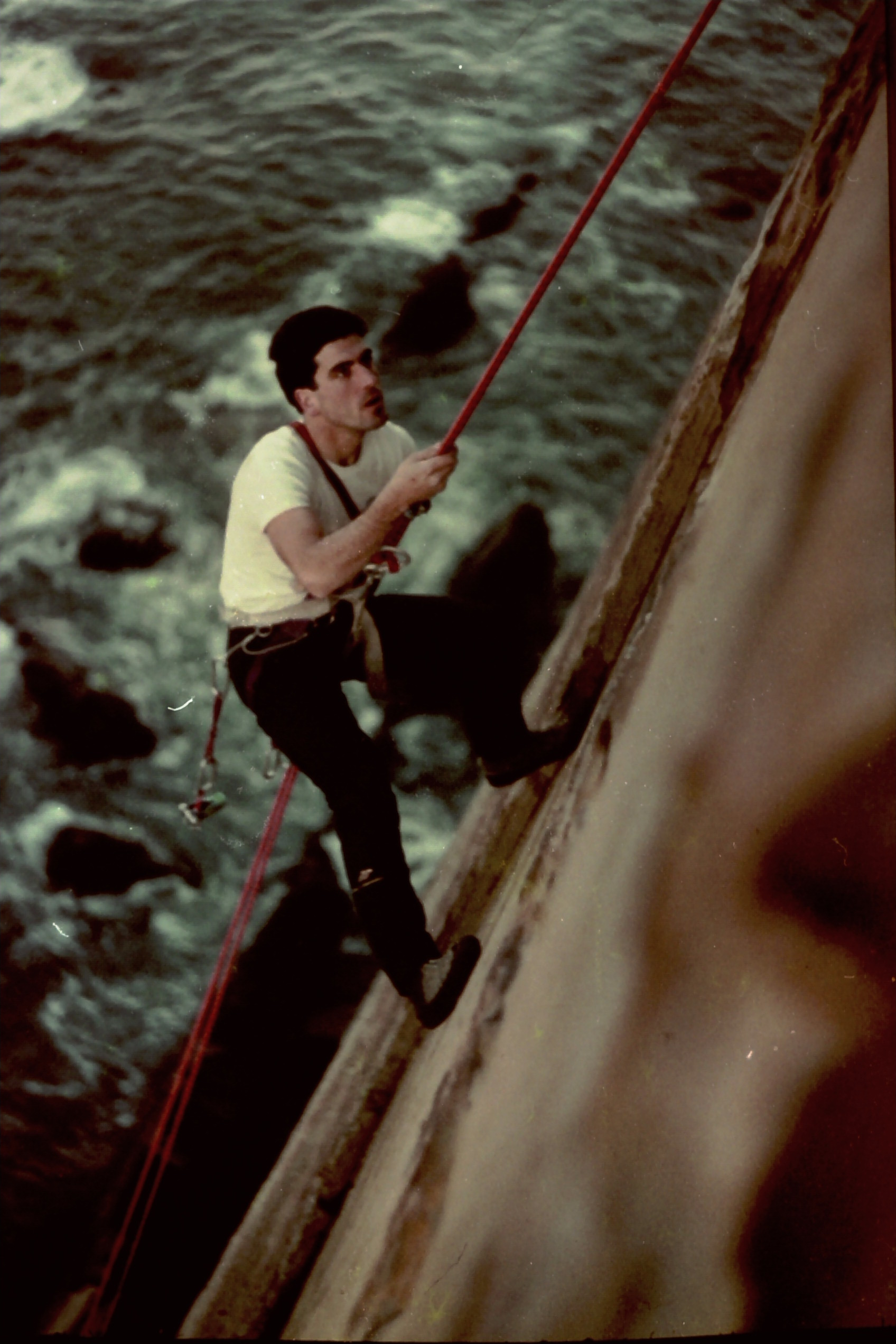
Antxon, en el cabo Ogoño.

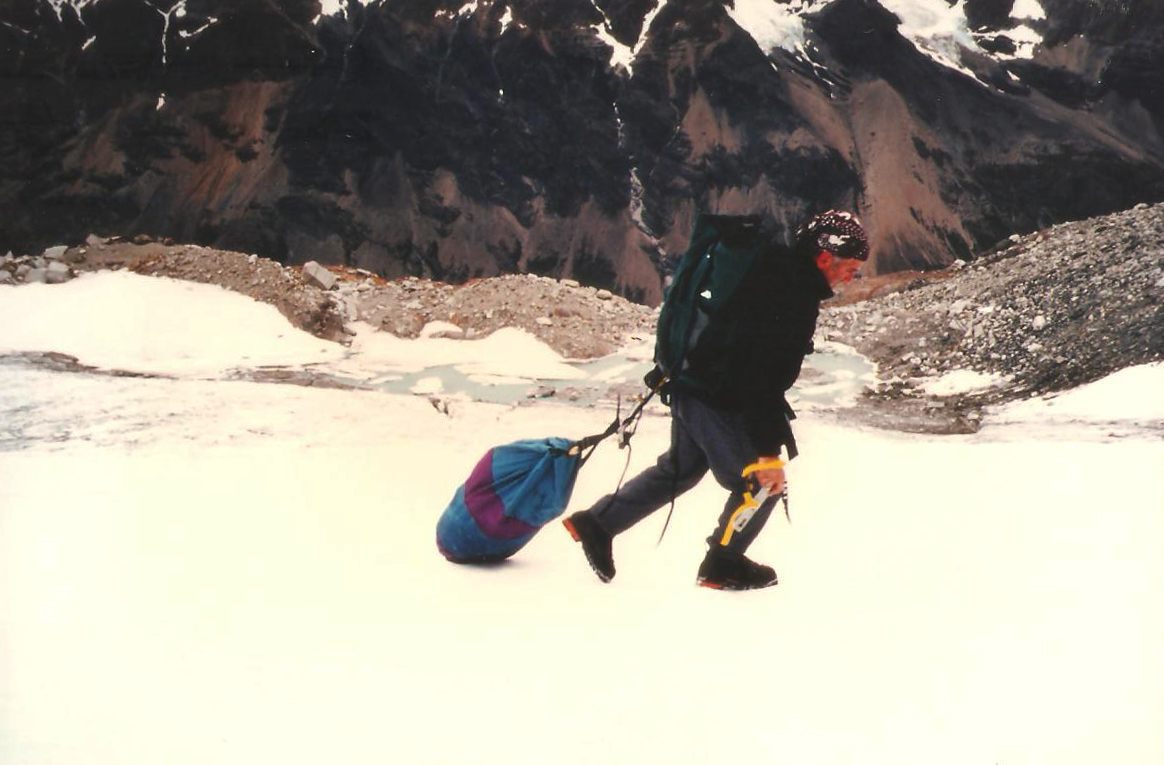
Antxon, cargando el petate

## Alpinista de referencia
Como decía Carlos Ochoa, su amigo, Antxon no era un experto alpinista ni un buen alpinista, Antxon era un excelente alpinista. Uno de los mejores de su generación en Guipúzcoa y probablemente uno de los más fuertes entre 1980-1987. Como demostró, era muy bueno en nivel bajo, medio y alto, tanto en primavera, verano, otoño como incluso invierno. También fue excelente en roca, nieve o paredes de hielo.

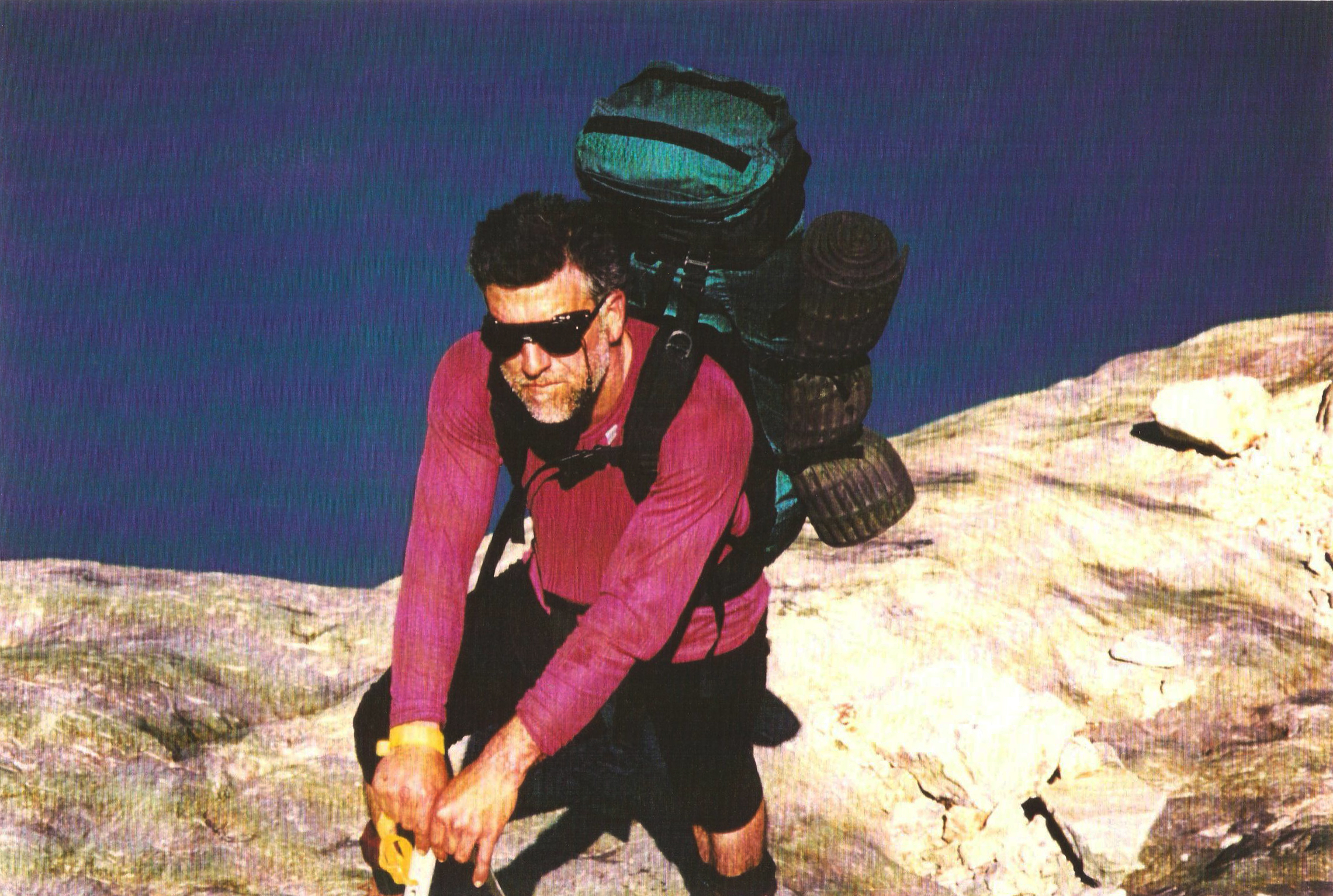
Antxon Alonso, en la montaña.

En la década de los 70 fue uno de los primeros en repetir las vías de escalada más difíciles (Rabadá Navarro, Ravier, Despiau, etc.), y también escaló al modo clásico de la época. También fue uno de los primeros en realizar las rutas más difíciles en la década de los 80 (Guirles, Gálvez, Dru, Yosemite's Nose...). Fue el primero en abrir vías de escalada muy difíciles: en Santa Bárbara; En Las Dos Hermanas de Irurtzu; Etxauri; Urriellun...  También fue pionero en realizar vías difíciles de escalada en hielo (Corredor de Gaube, realizado en 1981).

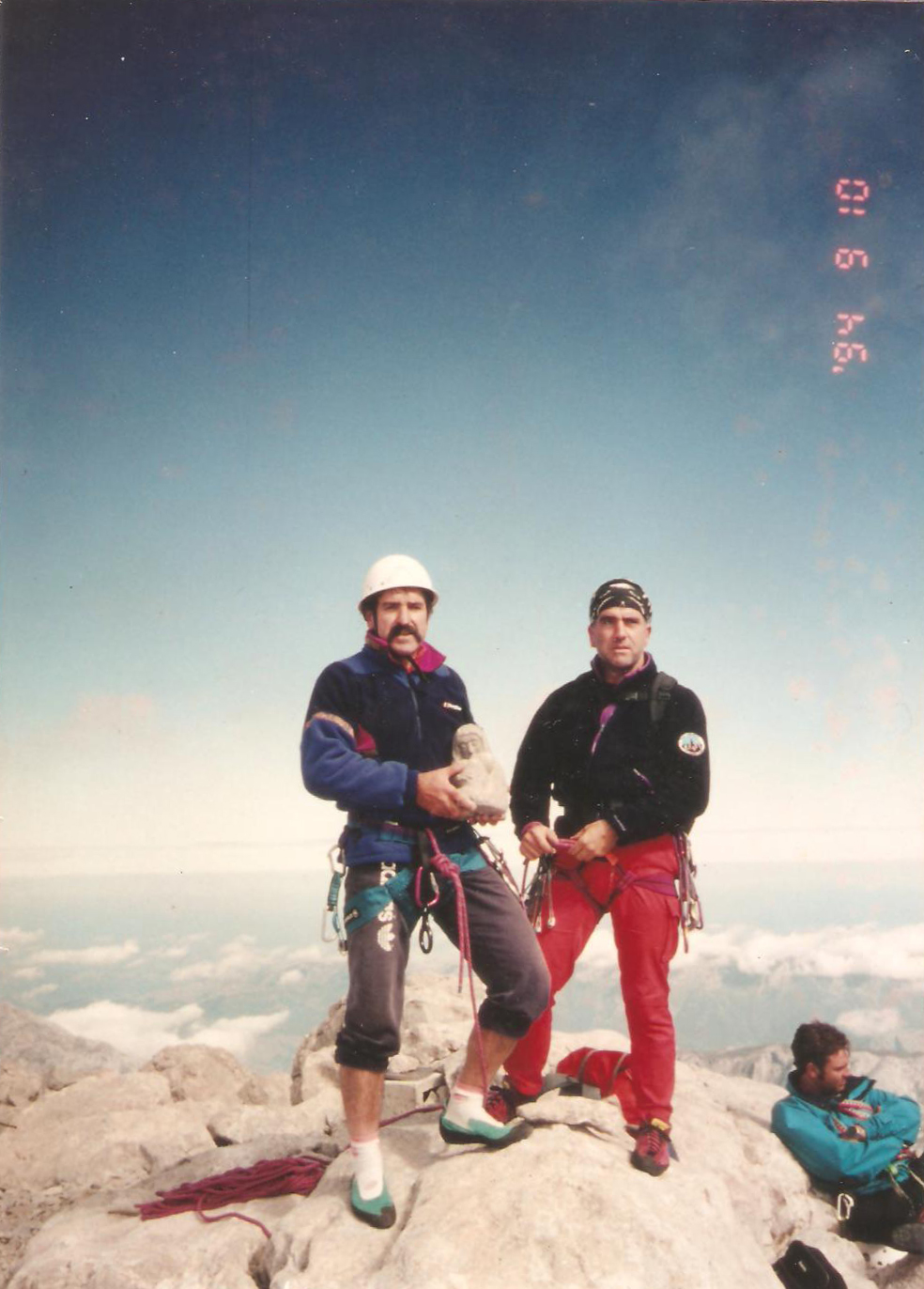
Antxon, pisando la cima.

Aunque Antxon desempeñaba el papel de un desconocido en el mundo de los montañeros, también fue un alpinista de gran referencia. Aunque parecía duro y, a veces, incluso un poco grosero, reflejaba mucho respeto. En cualquier caso, detrás de su timidez se escondía una persona de gran corazón, sensible y con un gran sentido del humor. Al mismo tiempo, tenía un gran deseo de ayudar, tanto para comunicarse con sus amigos como para enseñarles. Era un montañero muy cauteloso y nunca le gustó destacar entre los demás. Nunca participó en expediciones famosas ni se molestó en buscar subvenciones ni patrocinadores. Nunca dio a conocer sus aventuras: se puede decir que Antxon es, de hecho, el modelo de clase trabajadora entre los montañeros.  

### El pararrayos de la iglesia de San Esteban
Cabe destacar que Antxon instaló el pararrayos de la iglesia de San Esteban de Oiartzun. Lo hizo en 1993 junto con su hermano Félix.

## Accidente en la Patagonia chilena

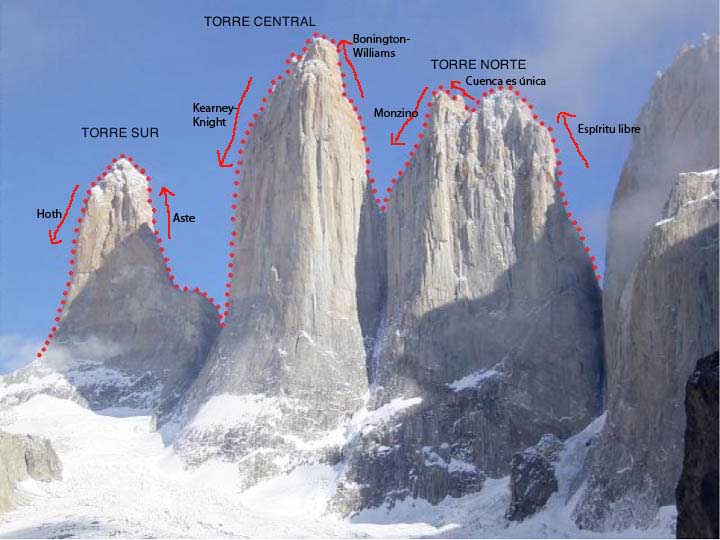
Torres Paine

A principios de 1998, el oiartzuarra Antxon Alonso, los donostiarras Gaizka Razkin, Gerardo Telletxea y Andoni Areizaga, el pasaitarra Josetxo Roriguez y el conocido alpinista de Hernani Martín Zabaleta se propusieron escalar las Torres del Paine en la Patagonia chilena. Allí, Antxon Alonso y Gaizka Razkin se propusieron abrir un nuevo camino en la cara noroeste de la torre central. Tras abrir este nuevo camino y haber pisado la cima, mientras bajaban, un desprendimiento de tierra y rocas les cayó encima a Gaizka y Antxon. Fue un desafortunado accidente para ambos escaladores. 
El 28 de febrero de 1998 se celebraron los funerales de Antxon en Rentería-Orereta. Allí cantaron los siguientes versos creados por Antton Kazabon:

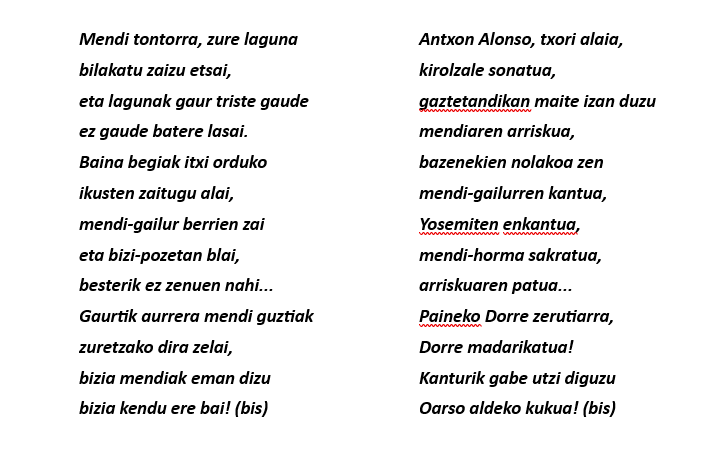
Versos dedicados al alpinista Antxon Alonso